# Leptostomias bilobatus
Leptostomias bilobatus är en fiskart som först beskrevs av Koefoed, 1956.  Leptostomias bilobatus ingår i släktet Leptostomias och familjen Stomiidae. Inga underarter finns listade i Catalogue of Life.